# جایزه استرپی یرسی
جایزه استرپی یرسی توسط بخش خدمات فنی و منابع انجمن کتابداران آمریکا در سال ۱۹۶۸ به منظور قدردانی از سردبیر فقید مجله Library Resources and Thechnical services پایه‌گذاری شد. جایزه پی یرسی سالانه به یک کتابدار جوان که بزرگترین خدمت را در زمینه خدمات فنی به جامعه کتابدرای کرده باشد، تعلق می‌گیرد. بنابراین سابقه کار کتابدار نباید از ده سال بیشتر باشد. اولین جایزه در سال ۱۹۶۹ به ریچارد داگرتی Richard M.Daugherty تعلق گرفت.